# Rwamagana
Rwamagana je glavni grad ruandske Istočne provincije i distrikta Rwamagana. Nalazi se na nadmorskoj visini od 1540 metara, 60-ak km istočno od glavnog grada, Kigalija. Leži pored glavne ruandske prometnice, koja vodi od Kigalija prema Tanzaniji.
Godine 2002. Rwamagana je imala 46.198 stanovnika.

## Vanjske poveznice

### Ostali projekti
|  | Zajednički poslužitelj ima još gradiva o temi Rwamagana |